# Spy Hunter 2 (jeu vidéo, 2003)
Pour les articles homonymes, voir Spy Hunter.
Spy Hunter 2 (stylisé SpyHunter 2) est un jeu vidéo de combat motorisé développé par Angel Studios et édité par Midway Games, sorti en 2003 sur PlayStation 2, Xbox et GameCube.

## Accueil
- Jeuxvideo.com : 7/20[1]